# ساختمان مجلس ایالتی پنانگ
ساختمان مجلس ایالتی پنانگ سرای مجلس قانونگذاری ایالتی پنانگ است. این بنا در خیابان لایت استریت در شهر جرج تاون ایالت پنانگ، مالزی، در داخل منطقه میراث جهانی یونسکو واقع شده است. تمام جلسات مجلس قانونگذاری ایالتی در این ساختمان برگزار می‌شود.
این ساختمان، که در دههٔ ۱۸۲۰ به سبک کلاسیک آنگلو-هندی ساخته شد، در واقع به عنوان بخشی از ایستگاه مرکز پلیس جرج تاون عمل می‌کرد. در سال ۱۹۵۹، این ساختمان به سرای کنونی مجلس قانونگذاری ایالتی تبدیل شد.